# Willem-Frederik Schiltz
Pour les articles homonymes, voir Schiltz.
Willem-Frederik G.F. Schiltz, né le 22 juin 1979 à Wilrijk est un homme politique belge flamand, membre du OpenVLD. Il est le fils de Hugo Schiltz.
Il est licencié en droit et avocat.

## Fonctions politiques
- Député fédéral du 10 juin 2007 au 25 mai 2014
- Député flamand depuis le 25 mai 2014
- Sénateur fédéral depuis le 22 février 2019.

## Décoration
- Officier de l'ordre de Léopold (2024)[1]